# Township 1 (Arkansas)
Le township 1 est l'un des treize townships du comté de Benton, en Arkansas, aux États-Unis.